# Balogh József (mezőgazdász)
Balogh József (Nagydobos, Szatmár vármegye, 1919. december 25. – Nagydobos, 1977. augusztus 7.) mezőgazdász, országgyűlési képviselő (1947–1949).

## Élete
Balogh József (1889–1936) földműves és Baksa Zsuzsanna (1890–1970) fiaként született, római katolikus vallásban, hat gyerek közül negyedikként. Legidősebb fivére, István (1916–1994) szintén földműves, később termelőszövetkezeti tag volt, lánytestvérei – Mária (1915–1988), Irén (1918–1998) és Etelka (1921–1990) döntően háztartásbeliként élték le az életüket. A legkisebb fiú, az 1927-ben született Ferenc mindössze tíz évet élt.
Fiatalon csak hat elemi iskolai osztály végzett, majd a családja által bérelt földek megművelésébe kapcsolódott be. Később egy időben a helyi községháza kézbesítői állását is elnyerte. 1940 és 1944 között több mint négy éven át katonai szolgálatot teljesített, kivezényelték a szovjet frontra is.
Miután hazakerült a frontról, csatlakozott a Magyar Kommunista Párthoz (MKP), beválasztották a helyi földosztó bizottságba, később titkára lett az MKP fehérgyarmati járási szervezetének is. Már az 1945. november 4-i országgyűlési választáson is indult, pártja megyei jelöltjeként, de akkor még nem jutott mandátumhoz. 1947. augusztus 31-én viszont képviselővé választották, akkor is az MKP Szabolcs és Szatmár-Bereg vármegyei listás jelöltjeként.
Első fontosabb parlamenti hozzászólására 1948. január 8-án vállalkozott, amikor napirend előtt kérte a kormány közbenjárását a Tisza kárpátaljai szakaszán történt gátszakadás következtében bajba jutott 15 beregi község megsegítése érdekében. Nagyjából ugyanebben az időszakban megválasztották az Újbirtokosok és Földhözjuttatottak Országos Szövetsége (UFOSZ) megyei titkárának, majd mezőgazdasági igazgatónak; bekerült a vármegyei törvényhatósági bizottságba, 1948-ban tagja lett a Magyar Dolgozók Pártjának (MDP) és a párt Szatmár megyei bizottságának is.
Annak érdekében, hogy helyt tudjon állni újabb és újabb pozícióiban, 1950-ben elvégezte a zsámbéki Mezőgazdasági Akadémiát, ahol mezőgazdászi végzettséget szerzett. Ennek birtokában előbb Békés, majd Szabolcs-Szatmár megyében helyezkedett el a megyei tanács mezőgazdasági osztályvezetőjeként, 1954–1958 között pedig a Fehérgyarmati járási tanács elnöke volt. Ebből az állásából 1958 augusztusában felmentették, hamarosan azonban főagronómusi kinevezést kapott Vásárosnaményban, majd három évig a gulácsi termelőszövetkezet elnöke volt.
Idősebb korában néhány hónapig a Fővárosi Kertészeti Vállalat (FŐKERT) egyik brigádvezetőjeként dolgozott, majd a Szabolcs-Szatmár Megyei Tanácshoz került, mint a mezőgazdasági osztály vezetője. Kis időt – alig két hónapot – eltöltött a Nyíregyházi Járási Tanács élén is, ám 1963 végén, nem tisztázott okokból hamarosan komoly bizalomvesztést szenvedhetett el, a pártból is kizárták. 1964–1968 között dohányipari felügyelő volt, de 1972-ben már egyszerű tsz-tagként vonult nyugdíjba.